# Надеждино (Калтасинский район)
Надеждино (баш. Надеждин) — село в Калтасинском районе Башкортостана, входит в состав  Калмиябашевского сельсовета.

## Население
| 2002 | 2009 | 2010 |
| ---- | ---- | ---- |
| 71   | ↘65  | ↗66  |

Национальный состав
Согласно переписи 2002 года, преобладающая национальность — русские (87 %).

## Географическое положение
Расстояние до:
- районного центра (Калтасы): 24 км,
- центра сельсовета (Калмиябаш): 8 км,
- ближайшей ж/д станции (Янаул): 65 км.

## Инфраструктура
Оздоровительный лагерь «Салют».